# Campionati statunitensi di sci alpino 2009
I Campionati statunitensi di sci alpino 2009 si sono svolti ad Alyeska dal 24 al 31 marzo. Il programma includeva gare di discesa libera, supergigante, slalom gigante, slalom speciale e combinata, tutte sia maschili sia femminili, ma i supergiganti sono stati annullati.
Trattandosi di competizioni valide anche ai fini del punteggio FIS, vi hanno partecipato anche sciatori di altre federazioni, senza che questo consentisse loro di concorrere al titolo nazionale statunitense.

## Risultati

### Uomini

#### Discesa libera
| Pos. | Atleta            | Nazione     | Tempo   |
| ---- | ----------------- | ----------- | ------- |
| 1    | Marco Sullivan    | Stati Uniti | 1:08,07 |
| 2    | Erik Fisher       | Stati Uniti | 1:08,44 |
| 3    | Jeremy Transue    | Stati Uniti | 1:08,51 |
| 4    | Ace Tarberry      | Stati Uniti | 1:08,99 |
| 5    | Jared Goldberg    | Stati Uniti | 1:09,07 |
| 6    | Thomas Biesemeyer | Stati Uniti | 1:09,10 |
| 7    | Kevin Francis     | Stati Uniti | 1:09,20 |
| 7    | Tim Jitloff       | Stati Uniti | 1:09,20 |
| 9    | Nick Daniels      | Stati Uniti | 1:09,26 |
| 10   | Chris Frank       | Stati Uniti | 1:09,44 |

Data: 28 marzo

#### Supergigante
La gara, originariamente in programma il 27 marzo, è stata annullata.

#### Slalom gigante
| Pos. | Atleta                | Nazione     | Tempo   |
| ---- | --------------------- | ----------- | ------- |
| 1    | Tim Jitloff           | Stati Uniti | 2:17,73 |
| 2    | Tommy Ford            | Stati Uniti | 2:18,48 |
| 3    | Warner Nickerson      | Stati Uniti | 2:18,67 |
| 4    | Will Gregorak         | Stati Uniti | 2:19,15 |
| 5    | Halfdan Falkum-Hansen | Norvegia    | 2:19,50 |
| 6    | Nolan Kasper          | Stati Uniti | 2:19,71 |
| 7    | Chris Frank           | Stati Uniti | 2:19,90 |
| 8    | Marco Sullivan        | Stati Uniti | 2:20,00 |
| 9    | Grant Jampolsky       | Stati Uniti | 2:20,30 |
| 10   | Andrew Weibrecht      | Stati Uniti | 2:20,70 |

Data: 31 marzo

#### Slalom speciale
| Pos. | Atleta           | Nazione     | Tempo   |
| ---- | ---------------- | ----------- | ------- |
| 1    | David Chodounsky | Stati Uniti | 1:40,60 |
| 2    | Jimmy Cochran    | Stati Uniti | 1:40,98 |
| 3    | Cody Marshall    | Stati Uniti | 1:41,51 |
| 4    | Tim Jitloff      | Stati Uniti | 1:41,58 |
| 5    | Nolan Kasper     | Stati Uniti | 1:41,68 |
| 6    | Tommy Ford       | Stati Uniti | 1:42,49 |
| 7    | Warner Nickerson | Stati Uniti | 1:42,72 |
| 8    | Andrew Wagner    | Stati Uniti | 1:42,78 |
| 9    | Grant Jampolsky  | Stati Uniti | 1:42,84 |
| 10   | Colby Granstrom  | Stati Uniti | 1:42,96 |

Data: 29 marzo

#### Combinata
| Pos. | Atleta      | Nazione     |
| ---- | ----------- | ----------- |
| 1    | Tim Jitloff | Stati Uniti |
| 2    | ?           | ?           |
| 3    | ?           | ?           |

### Donne

#### Discesa libera
| Pos. | Atleta            | Nazione     | Tempo   |
| ---- | ----------------- | ----------- | ------- |
| 1    | Kaylin Richardson | Stati Uniti | 1:10,18 |
| 2    | Julia Mancuso     | Stati Uniti | 1:10,53 |
| 3    | Stacey Cook       | Stati Uniti | 1:10,72 |
| 4    | Keely Kelleher    | Stati Uniti | 1:10,97 |
| 5    | Chelsea Marshall  | Stati Uniti | 1:11,29 |
| 6    | Alice McKennis    | Stati Uniti | 1:11,39 |
| 7    | Julia Ford        | Stati Uniti | 1:11,49 |
| 8    | Lindsey Vonn      | Stati Uniti | 1:11,53 |
| 9    | Megan McJames     | Stati Uniti | 1:11,73 |
| 10   | Katie Hitchcock   | Stati Uniti | 1:11,88 |

Data: 28 marzo

#### Supergigante
La gara, originariamente in programma il 27 marzo, è stata annullata.

#### Slalom gigante
| Pos. | Atleta           | Nazione     | Tempo   |
| ---- | ---------------- | ----------- | ------- |
| 1    | Julia Mancuso    | Stati Uniti | 2:12,62 |
| 2    | Megan McJames    | Stati Uniti | 2:12,77 |
| 3    | Keely Kelleher   | Stati Uniti | 2:14,06 |
| 4    | Stacey Cook      | Stati Uniti | 2:14,44 |
| 5    | Katie Hitchcock  | Norvegia    | 2:14,50 |
| 6    | Laurenne Ross    | Stati Uniti | 2:14,71 |
| 7    | Julia Ford       | Stati Uniti | 2:15,15 |
| 8    | Alexandra Parker | Canada      | 2:15,87 |
| 9    | Chelsea Marshall | Stati Uniti | 2:16,10 |
| 10   | Angel Collinson  | Stati Uniti | 2:16,30 |

Data: 30 marzo

#### Slalom speciale
| Pos. | Atleta            | Nazione     | Tempo   |
| ---- | ----------------- | ----------- | ------- |
| 1    | Lindsey Vonn      | Stati Uniti | 1:43,17 |
| 2    | Sarah Schleper    | Stati Uniti | 1:43,27 |
| 3    | Julia Mancuso     | Stati Uniti | 1:43,48 |
| 4    | Megan McJames     | Stati Uniti | 1:44,41 |
| 5    | Hailey Duke       | Stati Uniti | 1:44,85 |
| 6    | Laurenne Ross     | Stati Uniti | 1:45,05 |
| 7    | Kaylin Richardson | Stati Uniti | 1:45,08 |
| 8    | Julia Ford        | Stati Uniti | 1:46,08 |
| 9    | Devin Delaney     | Stati Uniti | 1:47,25 |
| 10   | Stacey Cook       | Stati Uniti | 1:47,82 |

Data: 29 marzo

#### Combinata
| Pos. | Atleta        | Nazione     |
| ---- | ------------- | ----------- |
| 1    | Julia Mancuso | Stati Uniti |
| 2    | ?             | ?           |
| 3    | ?             | ?           |